# Rio Grohotişul (Bângăleasa)
O Rio Grohotişul (Bângăleasa) é um rio da Romênia, afluente do Bângăleasa, localizado no distrito de Braşov.